# Micoureus regina
Micoureus regina e вид опосум от семейство Didelphidae. Видът обитава както тропическите гори на Амазонка в Перу и Бразилия така и гори от източните склонаве на Андите в Колумбия, Еквадор и Боливия на височина до 1600 m.